# Ushshi
Ushshi était un roi de Babylone de la dynastie kassite. Il fut précédé par Kashtiliash Ier et Abirattash lui succéda.